# 台湾土地銀行

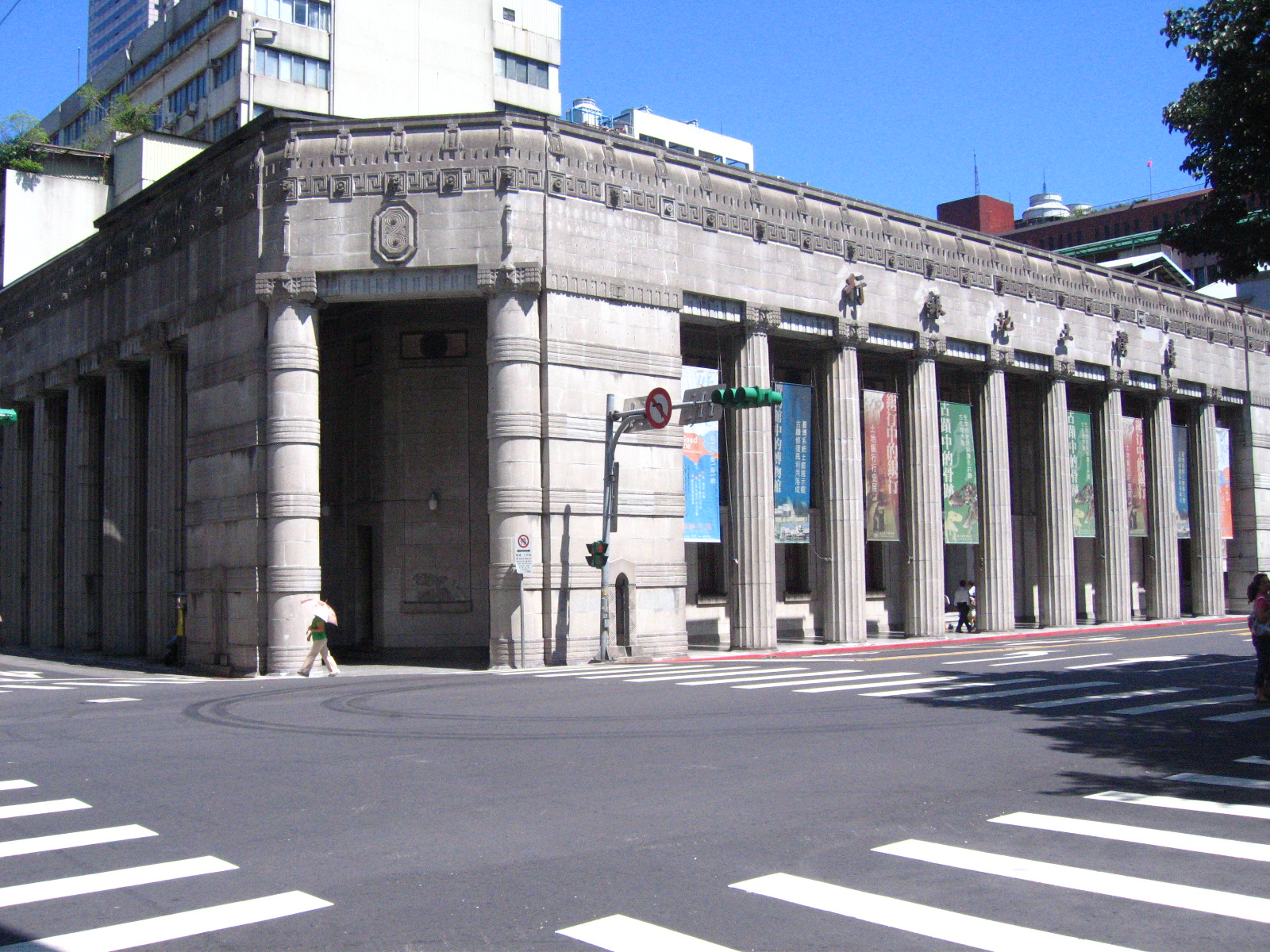
台湾土地銀行本店旧館

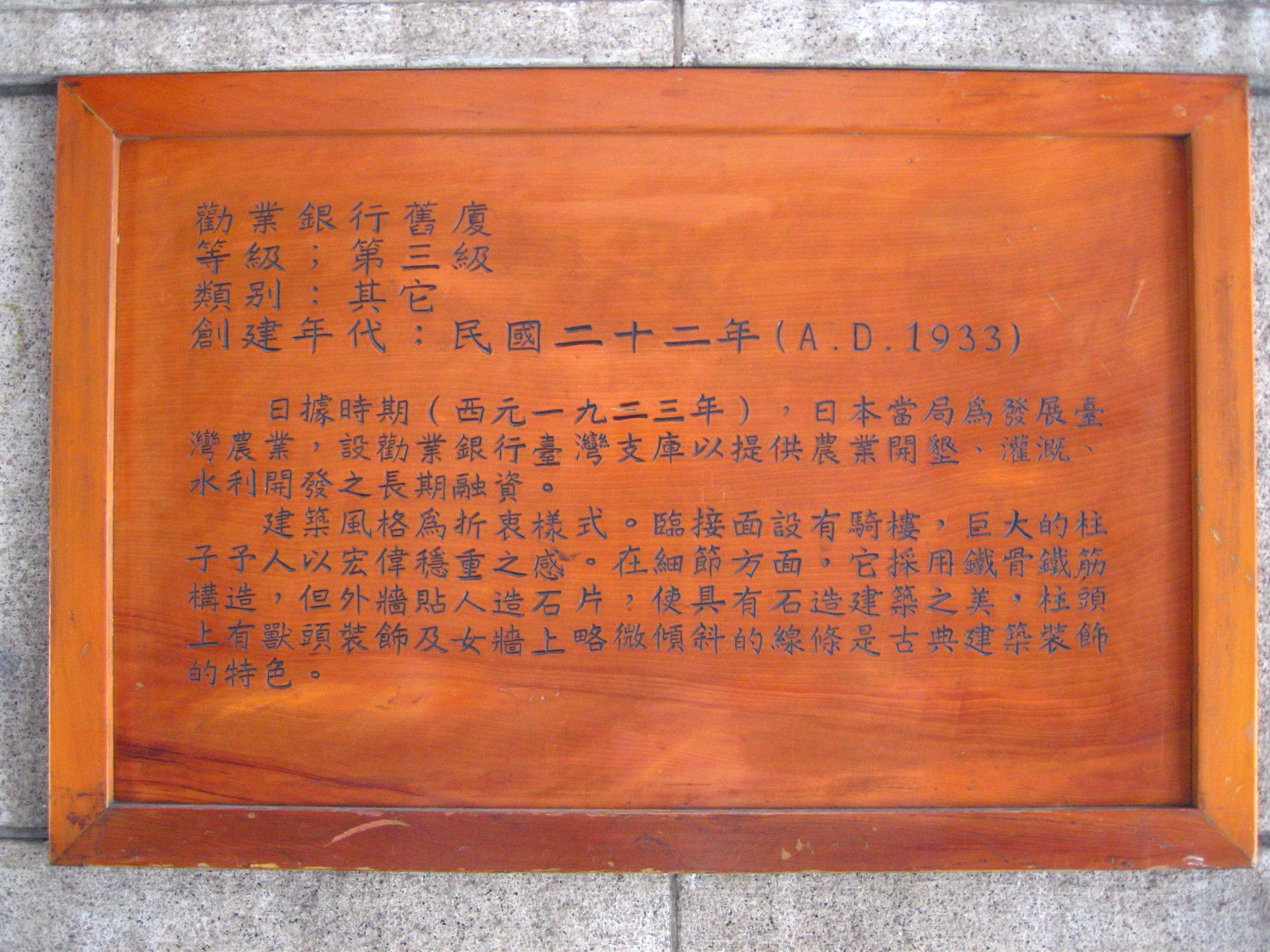
本店旧館木製看板

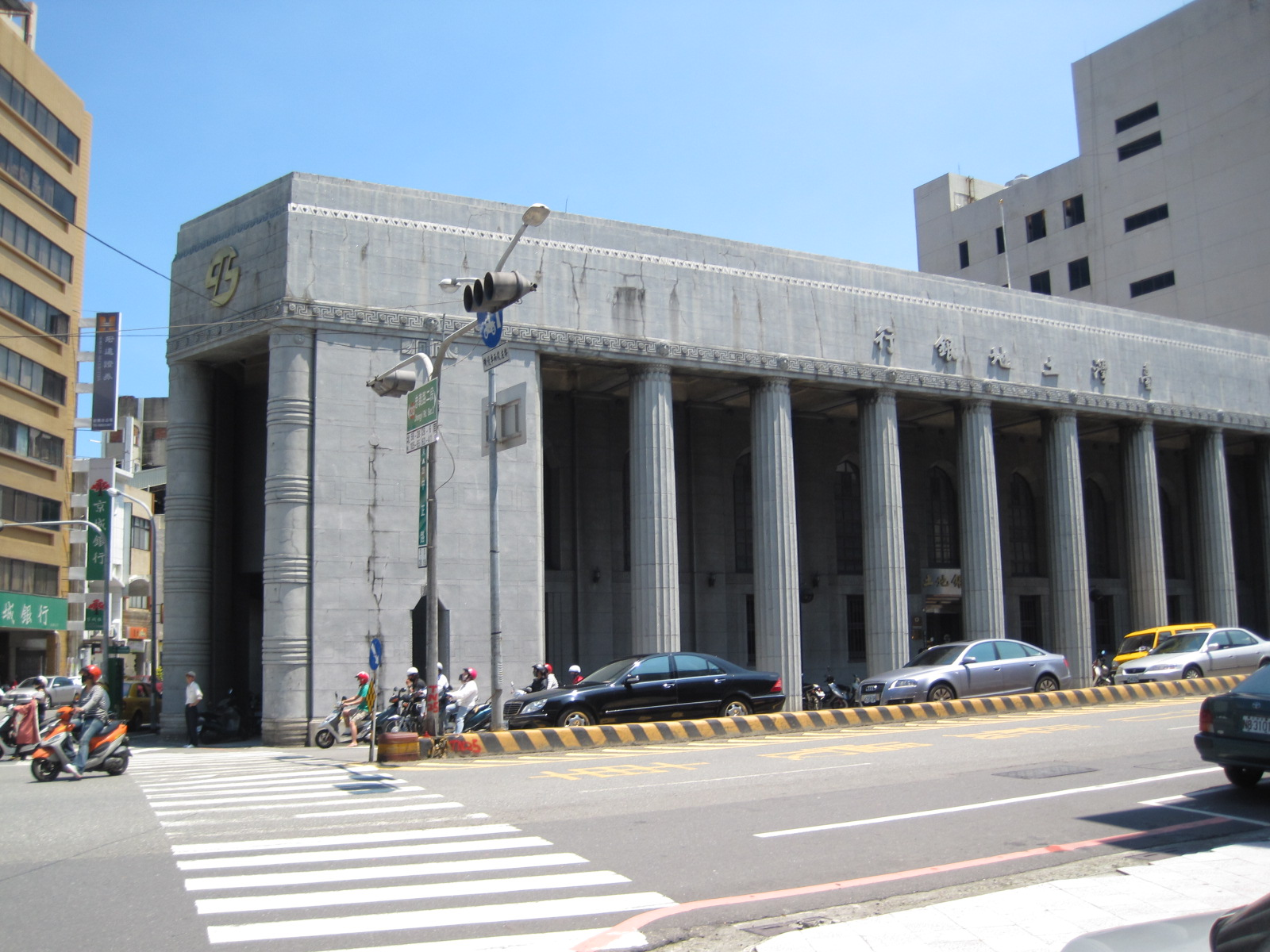
台湾土地銀行台南支店

台湾土地銀行（たいわんとちぎんこう）は1946年に設立された、台湾を代表する大手銀行の一つである。本社は台北市中正区にある。
不動産信用を主な業務とする、財政部が100％出資する政府系金融機関である。また、現在でも国営銀行として残る3行のうちの一つである。
前身は日本統治時代に日本勧業銀行が台湾各地に開設した、台北・高雄・台中・台南・新竹の各五ヶ所の支店であり。
本店旧館は現在、国立台湾博物館の分館として、勧業銀行旧廈(土地銀行史料館)になっている。